# Afsched
Afsched is een buurtschap in de gemeente Zwartewaterland, in de Nederlandse provincie Overijssel.
De buurtschap is gelegen in de Kop van Overijssel, in het oostelijke verlengde van Kamperzeedijk-Oost.
Afsched is gelegen tussen de binnen- en- buitenkolk die zijn ontstaan 1825. De plaats is echter veel ouder dan dat. In 1302 wordt de plaats geduid als Ascet en in 1522 spreekt men van Asschet, dat is later dan weer verbasterd tot het huidige Afsched. De plaatsnaam zou duiden op het feit dat het oorspronkelijk op een afscheiding was gelegen.
Hoofdplaats: Hasselt      Stad: Genemuiden

Dorpen: Kamperzeedijk-Oost · Kamperzeedijk-West · Zwartsluis     
Buurtschappen: Afsched · Baarlo · Cellemuiden · De Velde · Genne · Genne-Overwaters · Holten · Kievitsnest · Mastenbroek (deels) · Nieuwe Wetering · Roebolligehoek · Streukel · Zwartewatersklooster

Voormalige gemeenten: Genemuiden · Hasselt · Zwartsluis

Overijssel · Steden en dorpen in Overijssel      Nederland · Provincies · Gemeenten